# Catrinel Menghia
Catrinel Menghia (née le 1er octobre 1985 à Iași), connue également sous le nom de Catrinel Marlon est une mannequin et actrice célèbre de Roumanie, qui vit et travaille en Italie. 

## Biographie, famille
Catrinel est née à Iaşi et a une sœur cadette nommée Lorena. Orientée vers le sport par son père, un ancien champion national du 400 m haies, Catrinel devient championne junior dans la même épreuve. À l'âge de 16 ans, elle est découverte par un agent lors d'un voyage à Bucarest. Six mois plus tard, ses parents lui permettent de déménager dans la capitale roumaine pour commencer une carrière dans le mannequinat. 
Au fil des années, elle pose pour FHM, Maxim, Sports Illustrated et d'autres magazines de cette catégorie.

## Carrière
En 2012, Menghia fait partie de l'équipe du Chiambretti Sunday Show, une émission télévisée italienne. Cette même année, elle est l'image de la société FIAT et la publicité où elle joue le rôle principal est diffusée pendant les publicités du Super Bowl. 
En 2013, elle reçoit le Explosive Talent Award au Festival du Film Giffoni. En 2015, Catrinel Menghia obtient une proposition du réalisateur Brando de Sica pour jouer dans le film L'Errore qui sera nommé au Festival de Cannes. L'année d'après, Catrinel Menghia est honorée du trophée Kineo de la révélation italienne de l'année au Festival de Venise,. 
En 2017, la mannequin devient l'ambassadrice de la marque Chopard et de la Fondation Andrea Bocelli.

## Vie personnelle
Catrinel Menghia a été mariée pendant six ans avec Massimo Brambati, ancien footballeur et avocat. Ils se sont séparés, en 2011. Depuis 2012, elle est en couple avec le producteur de films Massimiliano Di Lodovico. Les deux ont une fille, née en février 2019.

## Filmographie

### Cinéma
- 2011 : Promessa (court métrage)
- 2012 : Tutti i rumori del mare
- 2012 : La città ideale (en)
- 2014 : Leone nel basilico
- 2015 : Tale of Tales
- 2015 : L'errore
- 2015 : Loro chi?
- 2019 : Les Siffleurs (La Gomera)

### Télévision
- 2012 : Un passo dal cielo - série
- 2013-2014 : Les Experts (série)
- 2017 : L'ispettore Coliandro (série)
- 2017 : La porta rossa (série)